# Knightwick
Knightwick – wieś w Anglii, w hrabstwie Worcestershire, w dystrykcie Malvern Hills. Leży 12 km na zachód od miasta Worcester i 174 km na północny zachód od Londynu.